# Marcela Mendonça
Marcela Mendonça (San Isidro, Argentina) es una enfermera argentina que se desempeña en Asia y África.

## Trayectoria
Estudió enfermería en la Universidad Austral donde obtuvo la licenciatura en esa especialidad. Además, mientras estudiaba realizaba acciones solidarias, llegando a participar de un proyecto de ayuda en Santiago del Estero que organizó con unos amigos. En el marco de estas actividades, realizó un viaje a la India.
Los primeros cinco años de su carrera los realizó en el hospital Austral y en 2016 se anotó para trabajar en Médicos sin Fronteras. Igualmente, comenzó a estudiar francés para complementar sus conocimientos de idiomas. En junio de 2017 se trasladó a Barcelona para capacitarse y que le sea asignada una tarea. Al completar esta preparación, regresó a su país y a los quince días recibió su primer destino, el Congo, para colaborar en una emergencia donde estuvo tres meses. Finalizada la tarea regresó y recibió otros destinos.
En junio de 2020 se encontraba radicada en Minenbwe desde donde viaja frecuentemente a distintos centros de salud de pequeñas localidades periféricas para dar asistencia a otros colegas, proveer de medicamentos y coordinar el traslado al hospital central de los pacientes que lo requieran.